# Ліляна Манушевич
Ліляна Манушевич (нар. 2 серпня 1981) — колишня сербська тенісистка.
Найвищу одиночну позицію світового рейтингу — 520 місце досягла 22 лютого 1999, парну — 358 місце — 12 червня 2000 року.
Здобула 1 одиночний та 2 парні титули.

## Фінали ITF

### Одиночний розряд: 2 (1–1)
| Результат | Ранг | Дата          | Турнір             | Покриття | Суперниця               | Рахунок       |
| --------- | ---- | ------------- | ------------------ | -------- | ----------------------- | ------------- |
| Поразка   | 1.   | 1 червня 1998 | Бургас, Болгарія   | Тверде   | Сідні Схюрманс          | 2–6, 1–6      |
| Перемога  | 1.   | 30 липня 2001 | Стамбул, Туреччина | Тверде   | Гульнара Фаттахетдінова | 6–4, 1–6, 6–2 |

### Парний розряд: 11 (2–9)
| Результат | Ранг | Дата            | Турнір                           | Покриття | Партнерка                | Суперниці                            | Рахунок            |
| --------- | ---- | --------------- | -------------------------------- | -------- | ------------------------ | ------------------------------------ | ------------------ |
| Поразка   | 1.   | 31 серпня 1998  | Ксанті, Греція                   | Тверде   | Драгана Ілич             | Елені Даніліду Еваґелія Руссі        | 0–6, 3–6           |
| Поразка   | 2.   | 7 грудня 1998   | Ісмаїлія, Єгипет                 | Ґрунт    | Габріела Волекова        | Ніно Луарсабішвілі Бахія Мухтассен   | 3–6, 3–6           |
| Перемога  | 1.   | 27 вересня 1999 | Скоп'є, Республіка Македонія     | Ґрунт    | Марина Лазаровська       | Рамона Бут Йоана Гаспар              | 6–4, 5–7, 6–3      |
| Поразка   | 3.   | 4 жовтня 1999   | Софія, Болгарія                  | Ґрунт    | Рамона Бут               | Филипа Габровська Радослава Топалова | 2–6, 0–6           |
| Поразка   | 4.   | 4 червня 2000   | Скоп'є, Республіка Македонія     | Ґрунт    | Биляна Павлова-Димитрова | Катарина Мишич Марина Лазаровська    | 6–7(6–8), 3–6      |
| Поразка   | 5.   | 11 вересня 2000 | Біоград-на-Мору, Хорватія        | Ґрунт    | Мервана Югич-Салкич      | Б'янка Кампер Штефані Гайднер        | 3–6, 7–5, 5–7      |
| Поразка   | 6.   | 30 вересня 2001 | Белград, Сербія                  | Ґрунт    | Драгана Ілич             | Міріам Казанова Даніела Казанова     | 2–6, 5–7           |
| Поразка   | 7.   | 7 жовтня 2001   | Новий Сад, Сербія                | Ґрунт    | Ана Четник               | Міріам Казанова Даніела Казанова     | 1–6, 1–6           |
| Поразка   | 8.   | 5 квітня 2004   | Цавтат, Хорватія                 | Ґрунт    | Ленка Тварошкова         | Надя Павич Івана Вишич               | 6–7(1–7), 6–7(6–8) |
| Перемога  | 2.   | 6 червня 2004   | Палич, Сербія and Чорногорія     | Ґрунт    | Ана Четник               | Каролина Йованович Наташа Зорич      | w/o                |
| Поразка   | 9.   | 14 червня 2004  | Подгориця, Сербія and Чорногорія | Ґрунт    | Marta Simić              | Андреа Петкович Sofia Avakova        | 3–6 ret.           |